# 山木陽介
山木 陽介（やまき ようすけ、1978年10月5日 - ）は、東京都にて調査・興信を行うSKY株式会社の代表取締役社長。

## 人物
- 出身地 - 東京都板橋区

## 探偵ファイルでの活動
総合探偵社ガルエージェンシーの調査部に所属。同社が運営する情報サイト「探偵ファイル」の立ち上げ当初から、制作スタッフ、記者として参加し、2代目・4代目・6代目の編集長も務めた。